# Lebo M
Lebohang Morake (* 20. Mai 1964 in Soweto), bekannt unter seinem Künstlernamen Lebo M, ist ein südafrikanischer Komponist, Produzent und Musiker.

## Leben
Morake wurde in Soweto, einem Vorort von Johannesburg, geboren. Er sang bereits mit 13 Jahren in Klubs. 1979 ging er auf Vermittlung des damaligen US-Botschafters in Südafrika in die Vereinigten Staaten. Dort wurde er an der Duke Ellington School of Arts in Washington, D.C. ausgebildet. Anschließend lebte er in Los Angeles. Anfang der 1990er Jahre kehrte er nach Südafrika zurück.
Er ist vor allem für seine Arbeit am 1994 veröffentlichten Film Der König der Löwen bekannt. Er wurde dafür von Hans Zimmer vorgeschlagen, der bereits von Disney mit der Erstellung des Soundtracks betraut worden war. Lebo M erstellte Arrangements und wirkte als Musiker mit. Für den Soundtrack gründete und leitete er einen „afrikanischen“ Chor. Seine Stimme ist es auch, die man als Erstes während des Films Der König der Löwen hört. Auch für die Fortsetzungen, unter anderem Der König der Löwen 2 – Simbas Königreich und die CD Rhythm of the Pride Lands (1995), wirkte er am Soundtrack mit. 2014 bis 2017 und 2022 war er mehrmals mit Hans Zimmer auf Tour.
Heute lebt er in Johannesburg und Los Angeles. Außerdem gründete er die Stiftung „Lebo M Foundation“ und das Unternehmen „Till Dawn Entertainment“.
2023 erhielt er in den USA eine Goldene Schallplatte für die Single Circle of Life aus dem Film Der König der Löwen.

## Filmografie (Auswahl)
Lebo M hat in folgenden Filmen an den Soundtracks mitgewirkt:
- 1985: Die Farbe Lila (The Color Purple)
- 1990: Listen Up – Das Leben des Quincy Jones (Listen Up: The Lives of Quincy Jones)
- 1992: Im Glanz der Sonne (The Power of One)
- 1993: Made in America
- 1994: Der König der Löwen (The Lion King)
- 1995: Outbreak – Lautlose Killer (Outbreak)
- 1995: Congo
- 1995: Ein Gorilla zum Verlieben (Born to Be Wild)
- 1998: Der König der Löwen 2 – Simbas Königreich (The Lion King II: Simba’s Pride)
- 2000: Dinosaurier (Dinosaur)
- 2003: Tränen der Sonne (Tears of the Sun)
- 2000: Der lange Weg aus der Dunkelheit (Long Night’s Journey Into Day)
- 2004: Der König der Löwen 3 – Hakuna Matata (The Lion King 1½)
- 2019: Der König der Löwen (The Lion King)

Musicals
- 1994: Der König der Löwen (The Lion King)